# Point Pleasant (Virginie-Occidentale)
Pour les articles homonymes, voir Point Pleasant.
Point Pleasant est une ville des États-Unis, siège du comté de Mason, en Virginie-Occidentale, et située au confluent des rivières Kanawha et Ohio.
Elle comptait 4 637 habitants selon le recensement de 2000.

## Événements historiques

### La mission de Céloron

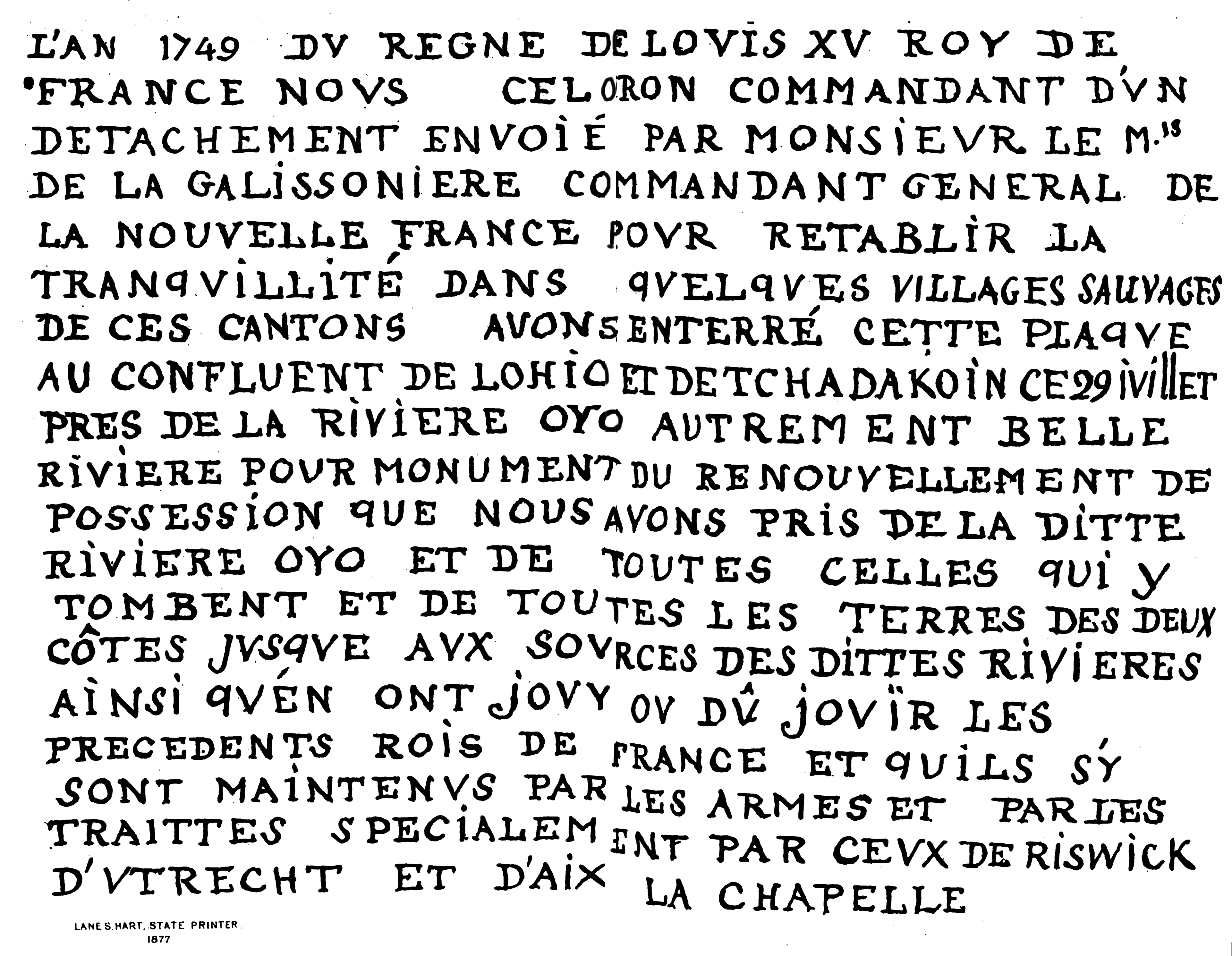
En 1749 l'explorateur français Pierre Joseph Céloron de Blainville affirme la souveraineté française sur la vallée de l'Ohio en enterrant au confluent de l'Ohio et de la Kanawha une plaque de plomb, dite « de Point Pleasant ». [http://www.vahistorical.org/sites/default/files/uploads/VHE_CeloronPlate.1849.1_e_half_portrait.jpg Voir photo

En 1749, l'explorateur français Pierre Céloron de Blainville affirme la souveraineté française sur la vallée de l'Ohio en faisant enterrer au confluent de l'Ohio et de la Kanawha une plaque de plomb, dite « de Point Pleasant ».
Le texte suivant y est gravé : 

« L'AN 1749 DV REGNE DE LOVIS XV ROY DE FRANCE, NOVS CELORON, COMMANDANT D'VN DETACHEMENT ENVOIE PAR MONSIEVR LE MIS. DE LA GALISSONIERE, COMMANDANT GENERAL DE LA NOUVELLE FRANCE POVR RETABLIR LA TRAN QUILLITE DANS QUELQUES VILLAGES SAUVAGES DE CES CANTONS, AVONS ENTERRE CETTE PLAQUE AU CONFLUENT DE L'OHIO ET DE TCHADAKOIN CE 29 JVILLET, PRES DE LA RIVIERE OYO AUTREMENT BELLE RIVIERE, POUR MONUMENT DU RENOUVELLEMENT DE POSSESSION QUE NOUS AVONS PRIS DE LA DITTE RIVIERE OYO, ET DE TOUTES CELLE~ QUI Y TOMBENT, ET DE TOUTES LES TERRES DES DEUX COTES JVSQVE AVX SOURCES DES DITTES RIVIERES AINSI QV'EN ONT JOVY OU DV JOVIR LES PRECEDENTS ROIS DE FRANCE, ET QU'ILS S'Y SONT MAINTENVS PAR LES ARMES ET PAR LES TRAIT TES, SPECIALEMENT PAR CEVX DE RISWICK D'VTRECHT ET D'AIX LA CHAPELLE. »

La mission de Céloron fut un échec diplomatique, les nations amérindiennes locales restant pro anglaises, et les négociants anglais présents dans la région refusant de partir. Ce fut le prélude à une série d'évènements conduisant à la perte de la Nouvelle-France, à la domination de l'Amérique du Nord par les Britanniques, et finalement à la guerre d'indépendance.
Sur le plan géographique, par contre, la mission de Céloron est à l'origine de la toute première carte de la vallée de l'Ohio, établie par le père jésuite Joseph Pierre de Bonnecamps.

### La bataille de Point Pleasant
Le 10 octobre 1774 eut lieu la bataille de Point Pleasant, à l'issue de laquelle les miliciens de Virginie menés par colonel Andrew Lewis ont sommairement exécuté le chef shawnee Cornstalk. L'événement est célébré à Point Pleasant comme étant la première bataille de la guerre d'indépendance, une distinction rendue officielle par un acte du Congrès des États-Unis en 1910.

### L'effondrement du Silver Bridge
Le 15 décembre 1967, le Silver Bridge, sur lequel passe l'autoroute 35 reliant Point Pleasant à Kanauga (Ohio), s'effondre dans la rivière Ohio, causant la mort de 46 personnes. La responsabilité de l'accident est attribuée à la défaillance d'une seule barre à œil d'une suspension à chaîne.

## Les apparitions de l'homme-papillon
Ce dernier événement est précédé de 1966 à 1967 d'apparitions d'une (ou plusieurs) mystérieuse(s) créature(s) ailée(s), qui semble(nt) parfois apparaître durant les instants précédant une catastrophe (et notamment celle du pont autoroutier). Ces apparitions ont inspiré un livre paru en 1975 (La Prophétie des ombres, titre original : The Mothman Prophecies, de John A. Keel), puis un film, La Prophétie des ombres, réalisé par Mark Pellington et sorti en 2002 (avec Richard Gere et Laura Linney dans les rôles principaux).